# Cephalotheca purpurea
Cephalotheca purpurea är en svampart som först beskrevs av Cornelius Lott Shear, och fick sitt nu gällande namn av Chesters 1935. Cephalotheca purpurea ingår i släktet Cephalotheca och familjen Cephalothecaceae.   Inga underarter finns listade i Catalogue of Life.
I den svenska databasen Dyntaxa används istället namnet Fragosphaeria purpurea för samma taxon.  Arten är reproducerande i Sverige.